# Fylkesväg 218
Fylkesväg 218 (norska: Fylkesvei 218) är en primär fylkesväg i Engerdals kommun i Innlandet fylke i östra Norge som går mellan byn Drevsjø och svenska gränsen vid Lillebo. Vägen är 8,7 kilometer lång och asfalterad.
Vägen utgör en del av Kopparleden mellan Falun och Røros.

## Anslutningar
Fylkesväg 218 ansluter till:
- Fylkesväg 26 (vid Drevsjø)
- Riksväg 70 (vid Lillebo)